# Dave Power
David William Power, detto Dave (Maitland, 14 luglio 1928 – Noosa Heads, 1º febbraio 2014), è stato un mezzofondista e maratoneta australiano.

## Palmarès
| Anno | Manifestazione  | Sede | Evento        | Risultato | Prestazione | Note |
| ---- | --------------- | ---- | ------------- | --------- | ----------- | ---- |
| 1960 | Giochi olimpici | Roma | 10000 m piani | Bronzo    | 28'38"2     |      |

## Campionati nazionali
1954
- Oro ai campionati australiani di corsa campestre - 36'14"

1955
- Oro ai campionati australiani di corsa campestre - 31'51"

1957
- Oro ai campionati australiani di corsa campestre - 32'18"

1958
- Oro ai campionati australiani, 6 miglia - 28'53"6

1959
- Argento ai campionati australiani, 3 miglia - 13'43"4
- Oro ai campionati australiani, 6 miglia - 28'55"2
- Argento ai campionati australiani di corsa campestre - 32'35"

1960
- Oro ai campionati australiani, 3 miglia - 13'50"4
- Oro ai campionati australiani, 6 miglia - 29'07"6

1961
- Oro ai campionati australiani, 3 miglia - 13'50"2
- Argento ai campionati australiani, 6 miglia - 29'18"6
- 6º ai campionati australiani di corsa campestre - 36'36"

1962
- Oro ai campionati australiani, 3 miglia - 13'27"2
- Oro ai campionati australiani, 6 miglia - 28'51"8
- Bronzo ai campionati australiani di maratona - 2h28'40"

1963
- 4º ai campionati australiani di corsa campestre - 33'52"

1964
- Argento ai campionati australiani, 6 miglia - 28'48"4

1967
- Bronzo ai campionati australiani, 10 miglia - 52'50"

1969
- 10º ai campionati australiani di maratona - 2h36'22"